# デュページ郡 (イリノイ州)
座標: 北緯41度50分 西経88度05分 / 北緯41.833度 西経88.083度
デュページ郡（英: DuPage County）は、アメリカ合衆国イリノイ州の郡である。人口は93万2877人（2020年）。人口は東に隣接するクック郡に次いで州内第2位である。郡庁所在地はウィートンであり、人口最大の都市はネイパービルである。デュページ郡はシカゴ都市圏に含まれており、シカゴ・オヘア国際空港の一部は郡内にある。また州内第2の都市オーロラも他の3郡と共にデュページ郡に跨っている。
デュページ郡は昔から国内では最も裕福なクラスの郡として知られており、農業中心の経済から様々なタイプの商業による経済に転換してきた。郡の一人当たり収入はアメリカ合衆国中西部で最高クラスでもある（国内57位）。郡内の町のうち19は平均世帯当たり収入が10万ドルを超えている。

## 歴史
デュページ郡は1839年2月9日にクック郡から分離して設立された。郡名はデュページ川から採られており、デュページ川はフランス人毛皮交易業者のデュページに因んで名付けられた。最初にこの名前に関して記録された歴史は、ルーファス・ブランチャードによる「1882年デュページ郡の歴史」であり、次のように書かれている。

## 地理
アメリカ合衆国国勢調査局に拠れば、郡域全面積は336.41平方マイル (871.3 km2)であり、このうち陸地327.50平方マイル (848.2 km2)、水域は8.91平方マイル (23.1 km2)で水域率は2.65％である。
デュページ川とソルト・クリークが郡内を流れている。デュページ郡森林保存地区に拠れば、郡内最高地点はマラード湖埋め立て地にあり、標高は982フィート (299 m) である。

### 隣接する郡
- クック郡 - 北、東
- ウィル郡 - 南
- ケンドール郡 - 南西
- ケーン郡 - 西

## 気候と気象
近年、郡庁所在地であるウィートン市の平均気温は1月の14°F (-10 ℃) から7月の87°F (31 ℃) まで変化している。過去最低気温は1985年1月に記録された-26°F (-32 ℃) であり、過去最高気温は1995年7月に記録された105°F (41 ℃) である。月間降水量は2月の1.56インチ (40 mm) から6月の4.60インチ (117 mm) まで変化している。

## 人口動態

2000人口ピラミッド

2010年国勢調査での人口は916,924人であり、白人77.9％、うち非ヒスパニック白人は70.5％だった。黒人は4.6％、インディアン0.3％、アジア人10.1％（インド系4.5％、フィリピン系1.6％、中国系1.4％、パキスタン系0.7％、韓国系0.5％、ベトナム系0.4％、日系人0.1％）、太平洋諸島系0.0％、その他人種4.9％、混血2.2％となっていた。人種に拠らずヒスパニック系は13.3％である。
以下は2000年国勢調査による人口統計データである。
| 基礎データ - 人口: 904,161人 - 世帯数: 325,601 世帯 - 家族数: 234,432 家族 - 人口密度: 1,050人/km2（2,710人/mi2） - 住居数: 335,621軒 - 住居密度: 388軒/km2（1,006軒/mi2） 人種別人口構成 - 白人: 84.05% - アフリカン・アメリカン: 3.05% - ネイティブ・アメリカン: 0.17% - アジア人: 7.88% - 太平洋諸島系: 0.02% - その他の人種: 3.12% - 混血: 1.71% - ヒスパニック・ラテン系: 9.00% 先祖による構成 - ドイツ系：17.2％ - アイルランド系：11.8％ - イタリア系：11.0％ - ポーランド系：9.8％ - イギリス系：5.1％ 言語による構成 - 英語：79.3％ - スペイン語：7.7％ - ポーランド語：1.5％ - タガログ語：1.2％ | 年齢別人口構成 - 18歳未満: 26.7% - 18-24歳: 8.2% - 25-44歳: 32.4% - 45-64歳: 22.8% - 65歳以上: 9.8% - 年齢の中央値: 35歳 - 性比（女性100人あたり男性の人口） - 総人口: 97.2 - 18歳以上: 94.2 世帯と家族（対世帯数） - 18歳未満の子供がいる: 37.0% - 結婚・同居している夫婦: 60.9% - 未婚・離婚・死別女性が世帯主: 7.9% - 非家族世帯: 28.0% - 単身世帯: 22.9% - 65歳以上の老人1人暮らし: 6.8% - 平均構成人数 - 世帯: 2.73人 - 家族: 3.27人 収入と家計 - 収入の中央値 - 世帯: 77,441米ドル - 家族: 93,086米ドル（2005年推計では121,009ドル） - 性別 - 男性: 60,909米ドル - 女性: 41,346米ドル - 人口1人あたり収入: 38,458米ドル - 貧困線以下 - 対人口: 3.6% - 対家族数: 2.4% - 18歳未満: 3.9% - 65歳以上: 4.3% |

## 経済
デュページ郡はイリノイ州技術研究回廊に位置している。以下のような大企業がある

| - エースハードウェア、 ホームセンター、オークブルック村 - アーサー・J・ギャラガー& Co.、保険仲立人、イタスカ村、フォーチュン1000 - BP（元ブリティッシュ・ペトロリアム）、石油、ウォーレンビル市 - デブリーInc.、教育、オークブルックテラス市、 ニューヨーク証券取引所上場 - ドーバー・コーポレーション、機械、ダウナーズグローブ村、フォーチュン500 - エビー・ブラウン、タバコ・菓子、ネイパービル市 - ハブ・グループ、ダウナーズグローブ村、フォーチュン1000 - マクドナルド、食品、オークブルック村、フォーチュン500 - モレックス、電子機器部品、ライル村、フォーチュン1000 - ナルコ・ホールディング・カンパニー、環境機器、ネイパービル市、フォーチュン1000 | - ナムコ・サイバーテインメント、ゲーム、ベンセンビル村 - ナビスター・インターナショナル、輸送機器、ウォーレンビル市、フォーチュン・グローバル500 - ナイカー、エネルギー、ネイパービル市、フォーチュン1000 - オフィスマックス、事務用品、ネイパービル市、フォーチュン500 - サラ・リー・コーポレーション、消費財、ダウナーズグローブ村、フォーチュン500 - シルバ、引越し業、ウェストモント村、フォーチュン1000 - テラブス、通信、ネイパービル市、フォーチュン1000 - タイ・ワーナー、玩具（ビーニー・ベイビー）、ウェストモント村 |

郡内のショッピングセンターとしては、国内最大級の屋外モールであるオークブルックセンターの他、ウェストフィールドフォックスバレー、ヨークタウンセンター、タウンスクエアウィートン、ストラットフォードスクエアモールなどがある。さらに郡内の多くの町には繁華で古風な中心街があり、特にネイパービル、グレンエリン、ウィートン、ダウナーズグローブ、ハインズデールなどには、ブティーク、大型チェーン店、レストランなどが並んでいる。

### 国立研究所

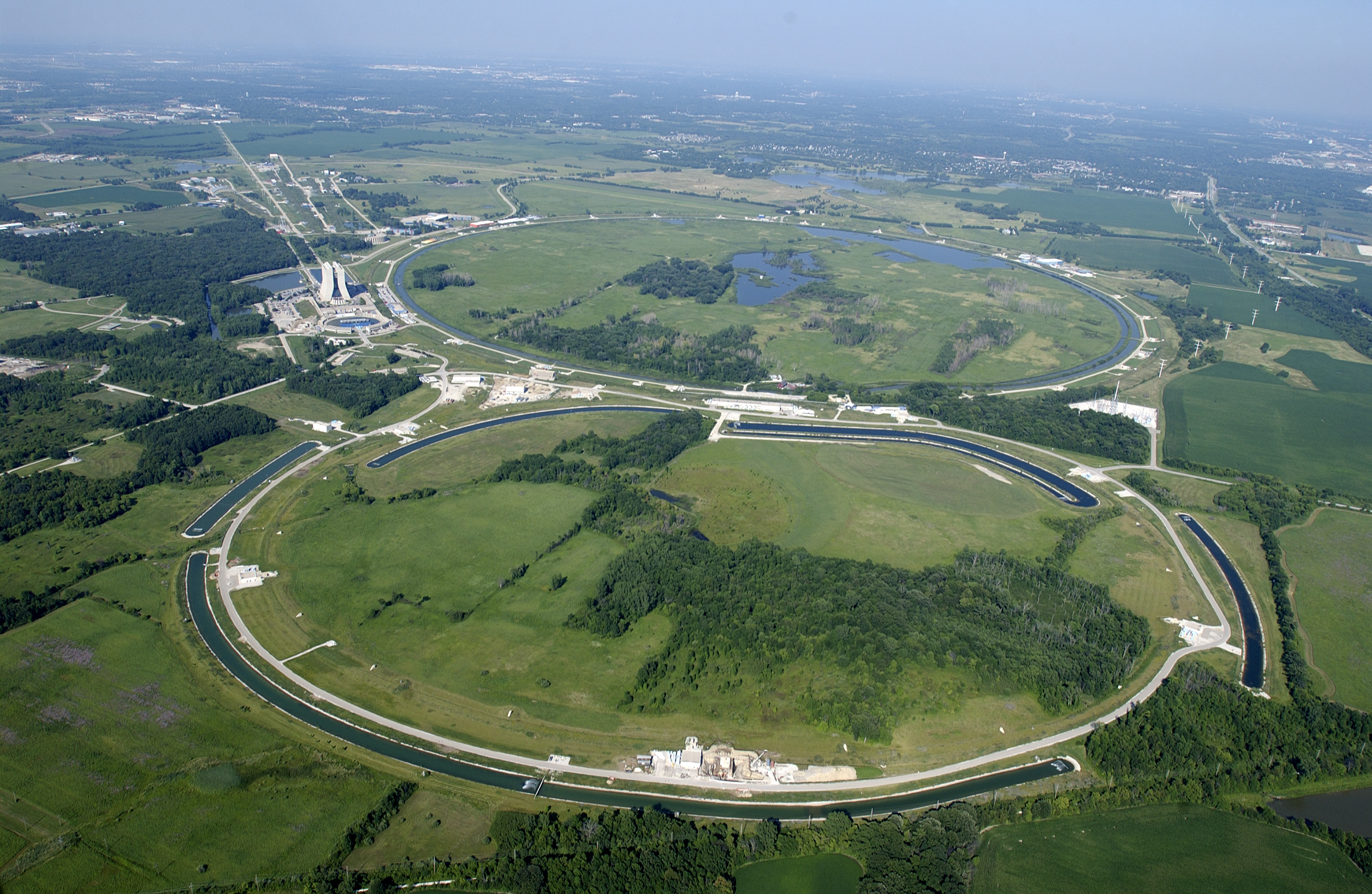
フェルミ国立加速器研究所のテバトロン衝突型粒子加速器

バタビア市にあるフェルミ国立加速器研究所には世界で2番目に高速の衝突型粒子加速器があり、隣接するケーン郡にも跨っている。アメリカ合衆国政府の科学技術研究所としては最初期かつ最大級のものであるアルゴンヌ国立研究所が、郡内南東部の未編入領域にある。どちらの研究所も施設見学が可能である。

## 芸術と文化

### 建築
オークブルックテラス市にある31階建てのオークブルックテラス・タワーはヘルムート・ヤーンの設計であり、州内のシカゴ市を除けば最高高さの建物である。エルムハースト美術館はミース・ファン・デル・ローエ・ビルの中に入っている。エルムハースト市にはフランク・ロイド・ライトの家がある。ヒンドゥー教会派であるボカサンワシ・シュリ・アクシャー・プルショタム・スワミナラヤン・サンスタが、バートレット村に大規模で複雑な曲線を描いた大理石寺院であるBAPSシュリ・スワミナラヤン・マンディール・シカゴを建設した。ダウナーズグローブやビラパークには多くのシアーズ・カタログ住宅がある。メディナ・カントリークラブのビザンティン建築のクラブハウスは、郡内の建築の愁眉である。ロンバード村には30以上のラストロン・プレファブ鉄骨家屋がある。

### 博物館
郡内の博物館としては、ライルのモートン樹木園とライル・ステーション公園、ネイパービル市のネイパー・セトルメントとデュページ子供博物館、ウィートン・カレッジのビリー・グラハム・センター、「シカゴ・トリビューン」の大物ロバート・R・マコーミックの荘園だったカンティグニー・エステイトとファーストディビジョン博物館、ウィートンのデュページ郡歴史博物館、エルムハーストのリザード宝石細工博物館とエルムハースト美術館、オークブルックのメイズレイク・ピーボディ・エステイトとグラウエ・ミルがある。またグレンエリン村のステイシー酒場もある。

### 音楽と演劇
郡内には豊な地元音楽シーンがある。地元出身のバンドとしては、ザ・ハッシュ・サウンド、ラッキー・ボーイズ・コンフュージョン、スパイタルフィールド、フォール・オブ・エデン、ボーイライオン、プレイン・ホワイト・ティーズがいる。
オークブルックテラス市のドルーリー・レーン劇場は郡内でも重要な演劇場である。音響装置を備えたことでは国内でも初期のものであるティボリ劇場は現在もダウナーズグローブで使われている。映画館として使われる他に、地元劇団が使っている。

## 公園、遊歩道、ゴルフコース
デュページ郡の領域のうち37.5平方マイル (97.1 km2）は森林保護地域になっている。 公園としては、ライルのモートン樹木園、ウェストモントのタイ・ワーナー公園、ロンバードのリラシア公園、ネイパービルのセンテニアル・ビーチがある。
1980年代にはエベネザー・フロッペン・スロッパーのワンダフル・ウォータースライドがあったが、現在は廃園となっている。
イリノイ・プレーリー・パスは長さ116マイル (187 km) の廃線跡を使った多目的遊歩道であり、郡内中央を通っている。数カ所でグレーとウェスタン・トレイルやフォックス川トレイルと交差している。
ゴルフ場としては、ウィートンのシカゴゴルフクラブとキャンティグニー・ゴルフコース、メディナ・カントリークラブ、グレンエリンのビレッジリンクスとグレンオーク・カントリークラブ、アディソンのオークメドウズ、オークブルックのオークブルック・ゴルフクラブ、バトラー・ナショナル・ゴルフクラブ、バターフィールド・カントリークラブ、ウッドデールのメイプルメドウズ、ウェストモントのグリーンメドウズ、ウィートンのアロウヘッド・ゴルフクラブ、ライルのリバーベンド、ウェストシカゴのセントアンドリューズ・ゴルフ・アンド・カントリークラブとウィンフィールドのクラインクリーク・ゴルフクラブがある。

## 政治
デュページ郡は昔から共和党の強い地盤であり、大統領選挙では1960年から2004年まで例外なく共和党候補を支持してきた。しかし2008年では、シカゴ市出身の民主党バラク・オバマを支持した。

## 郡区
デュページ郡は下記9つの郡区に分割されている（人口順、後の数字は人口）。

| - ダウナーズグローブ - 148,110 - ヨーク - 124,553 - ミルトン - 118,616 - ライル - 117,604 - ブルーミングデール - 111,709 | - アディソン - 88,900 - ネイパービル - 85,736 - ウェイン - 63,776 - ウィンフィールド - 45,155 |

## 都市
- オーロラ - 一部はケーン郡、ケンドール郡、ウィル郡
- バタビア - 一部はケーン郡
- シカゴ - 飛び地
- ダーリエン
- エルムハースト
- ネイパービル - 一部はウィル郡
- オークブルックテラス
- セントチャールズ - 一部はケーン郡
- ウォーレンビル
- ウェストシカゴ
- ウィートン - 郡庁所在地
- ウッドデール

### 村
| - アディソン - バートレット - l一部はクック郡 - ベンセンビル - 小部分がクック郡 - ブルーミングデール - ボーリングブルック - 大半がウィル郡 - バーリッジ - 一部はクック郡 - キャロルストリーム - クラレンドンヒルズ - ダウナーズグローブ - エルクグローブビレッジ - 大半がクック郡 | - グレンデールハイツ - グレンエリン - ハノーバーパーク - 一部はクック郡 - ハインズデール - 小部分がクック郡 - イタスカ - リーモント - 一部はクック郡とウィル郡 - ライル - ロンバード - オークブルック - 一部はクック郡 - ローゼル - 一部はクック郡 | - シャンバーグ - 大半がクック郡 - ビラパーク - ウェイン - 一部はケーン郡 - ウェストモント - ウィロウブルック - ウィンフィールド - ウッドリッジ - 小部分がクック郡とウィル郡 |

## 教育

### カレッジと大学

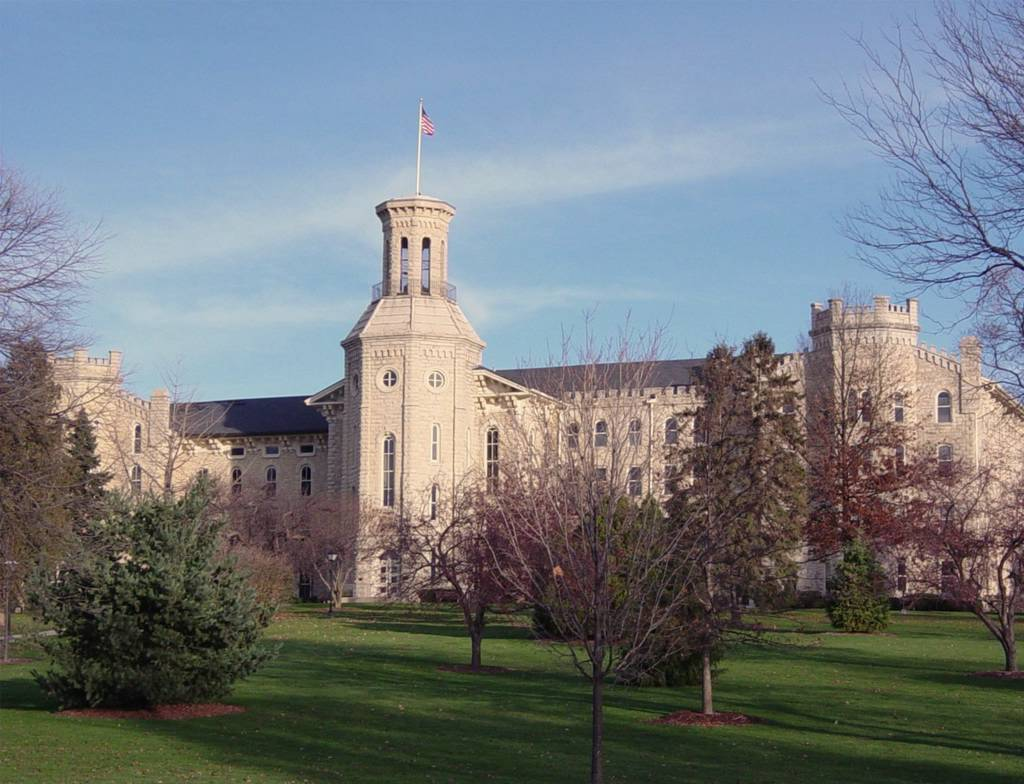
ウィートン・カレッジのブランチャードホール、アメリカ合衆国国家歴史登録財に指定

グレンエリンのカレッジ・オブ・デュページは国内でも最大級のコミュニティカレッジである。ウィートン・カレッジは知名度が高く敬愛される福音主義教会系のカレッジである。ベネディクティン大学、エルムハースト・カレッジ、ノースセントラル・カレッジも長い歴史のある教育機関である。
その他のカレッジや大学として、ダウナーズグローブのミッドウェスタン大学、ロンバードのナショナル健康科学大学とノーザン・バプテスト神学校、デブリー大学のアディソン、ネイパービル、オークブルック各キャンパス、ロバート・モリス大学のオーロラキャンパス、ナショナル・ルイス大学のライルキャンパス、デポール大学とノーザンイリノイ大学のネイパービルキャンパス、イリノイ工科大学のウィートンキャンパス、ウッドリッジにあるウェストウッド・カレッジのデュページキャンパスがある。マクドナルドの世界的訓練施設であるハンバーガー大学はオークブルックの本社にあり、広さは80エーカー (0.32 km2) ある。

### 中等教育
郡内には学術と運動で成果を上げている公立高校が多い。更に主に宗教系の私立高校も幾つかある。

### 教育学区
デュページ郡地域教育事務所が域内42の教育学区、245校、161,000人の児童・生徒に、規則の監視、教育の質の支援、様々な情報提供を行っている。

## インフラ

### 医療
郡内の病院としては、ウィンフィールドのセントラルデュページ病院、ネイパービルのエドワード病院、エルムハーストのエルムハースト記念病院、ハインズデールのアドベンティスト・ハインズデール病院、ダウナーズグローブのアドボケイト・グッドサマリタン、グレンデールハイツのアドベンティスト・グレンオークス病院がある。

### 交通
郡領域に入っているシカゴ・オヘア国際空港の他に、多くの鉄道路線が走り、デュページ空港など小さな空港も幾つかある。バスはペースが運行している。
郡内を南北に走る道路として、州道59号線（サットン道路）、同53号線（ロールウィング道路）、州間高速道路355号線（南北有料道路）、州道83号線（キンガリーハイウェイ）がある。東西方向の道路として、北から州間高速道路55号線（スティーブンソン・イクスプレスウェイ）、同88号線、アメリカ国道34号線（オグデン・アベニュー）、州道56号線（バターフィールド道路）、同38号線（ルーズベルト道路）、同64号線（ノース・アベニュー）、アーミートレイル道路、アメリカ国道20号線（レイク通り）、州道19号線（アービング公園通り）、エルジン・オヘア・イクスプレスウェイがある。エルジン・オヘア・イクスプレスウェイは州間高速道路290号線のソーンデール・アベニュー出口から、ハノーバー公園のレイク通りまで通じている。

## 宗教

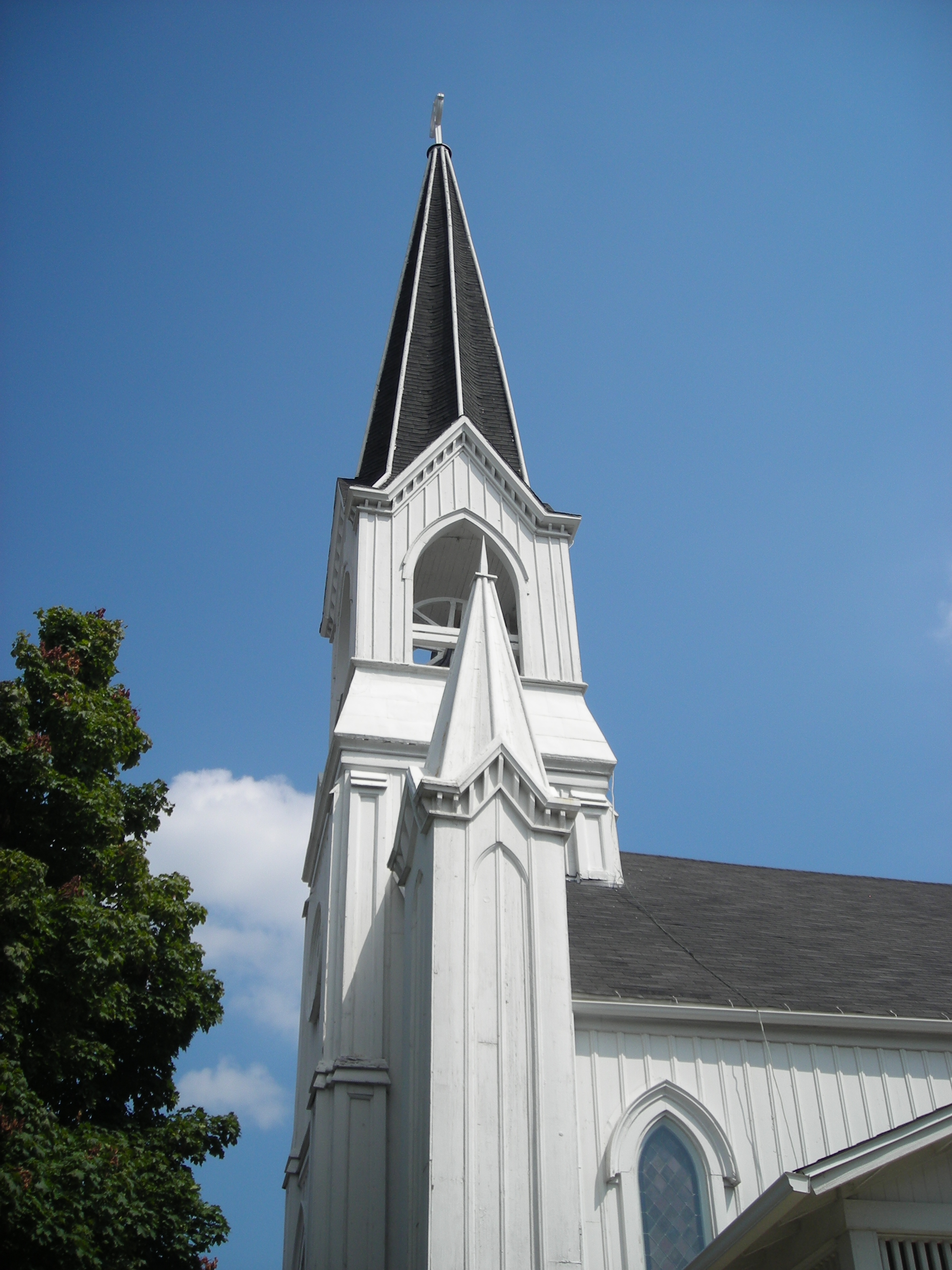
ロンバードの第一教会、アメリカ合衆国国家歴史登録財に指定

郡内には数百の教会がある。ネイパービルにあるコミュニティ・クリスチャン教会は「ザ・チャーチ・レポート」によって、国内で13番目に影響力ある教会に挙げられた。またカレッジ教会は同じく第37位になった。その他著名な教会として、ウィートン・バイブル教会、オークブルックのクライスト教会、ウィートンの第一バプテスト教会がある。またローマ・カトリック教会ジョリエット教区に属する大きなカトリック会派、およびグレンデールハイツのウクライナ正教会もある。
ウィートンにあるアメリカ神智学協会はアダイア神智学協会の北アメリカ本部であり、神智学、瞑想、ヨガ、東洋哲学とニューエイジ精神論に関する講義と授業を行っている。イスラム教のモスクがビラパーク、ネイパービル、グレンデールハイツ、およびグレンエリンの未編入領域にある。バートレット、ベンセンビル、ブルーミングデール、キャロルストリーム、イタスカおよびメディナにはヒンドゥー教寺院があり、ウェストシカゴにはアーリヤ・サマージのセンターもある。ウェストシカゴには日蓮正宗、禅寺院もある。またウィロウブルックには、ブッダー・ダーマ瞑想センターと呼ばれる上座部仏教の寺院もある。ロンバードには改革派ユダヤ教のシナゴーグであるコングリゲーション・エッツ・チェイムがあり、ネイパービルにはユダヤ教独立系教会もある。